# DataFlex
DataFlex — объектно-ориентированный язык программирования 4-го поколения и система управления базами данных. Сохраняя преемственность поколений, он предлагает ту же методологию и структуру построения прикладных программ, которая используется в Visual DataFlex.
DataFlex является полностью переносимой средой разработки. Приложения, работающие в текстовом режиме, могут быть созданы для Microsoft Windows, GNU/Linux и основных UNIX-систем. Код приложения может легко переноситься в любую из поддерживаемых платформ без каких-либо дополнительных операций, за исключением перекомпиляции.
DataFlex 3.2 в комплексе с Visual DataFlex имеет переносимые решения для большинства наиболее популярных сред — Microsoft Windows, Unix.

## История
Первая версия DataFlex (прародителя Visual DataFlex) появилась в конце 70-х годов XX века и являлась одним из первых тиражных процедурных языков программирования для СУБД. В середине 80-х годов XX века была выпущена одна из самых совершенных на тот момент версий системы — DataFlex 2.3b, которая получила очень широкое распространение и популярность, поднявшая компанию Data Access в первую сотню рейтинга ИТ компаний. В это же время, DataFlex, одним из первых, появился в СССР. Основной областью применения была медицина. Продукт активно использовался 4-м Главным Управлением Минздрава СССР («Кремлёвская больница»), Отраслевой поликлиникой ГУВД Московской области.
В 1991 году вышла первая объектно-ориентированная версия языка — DataFlex 3.0. Универсальность и удобство использования существенно расширили области применения системы.
Первая версия для Microsoft Windows была выпущена в середине 1990-х годов (DataFlex for Windows 3.51), однако не получила широкого распространения вплоть до выхода первой полнофункциональной версии Visual DataFlex 4. С этого момента Visual DataFlex стал стандартом для большого числа компаний-разработчиков программного обечпечения.

## Поддерживаемые операционные системы
- GNU/Linux
- UNIX
- Консольный режим Windows

## Поддерживаемые СУБД
DataFlex имеет встроенную поддержку четырёх промышленных СУБД:
- Oracle
- Microsoft SQL Server
- IBM DB2
- Pervasive PSQL

а также любые СУБД по стандарту ODBC. От сторонних разработчиков доступны драйвера данных для:
- PostgreSQL
- MySQL

## Свойства
- Возможность использования клиент-серверной архитектуры

DataFlex поддерживает использование драйверов баз данных для MS SQL, IBM DB2 и ODBC в консольном режиме Windows. DB2 также поддерживается на GNU/Linux. Драйвера от сторонних производителей дают возможность использовать Oracle и MySQL.
- Поддержка очень больших приложений

DataFlex может поддерживать до 4095 таблиц базы данных в каждом отдельном приложении.

## Пример программы
Академический пример программы «Привет мир» на языке DataFlex:
```
 Showln 'Привет мир!'
 Abort
```